# Giardomyia sesami
Giardomyia sesami är en tvåvingeart som beskrevs av Grover och Madhu Bakhshi 1978. Giardomyia sesami ingår i släktet Giardomyia och familjen gallmyggor. Inga underarter finns listade i Catalogue of Life.